# Maliangia geometriformis
Maliangia geometriformis är en fjärilsart som beskrevs av Emilio Berio 1976/77. Maliangia geometriformis ingår i släktet Maliangia och familjen nattflyn. Inga underarter finns listade i Catalogue of Life.